# Megapnosaurus
Megapnosaurus foi uma espécie de dinossauro carnívoro e bípede que viveu no início do período Jurássico. Media 2,2 metros de comprimento e pesava aproximadamente 13 quilogramas.
O M. rhodesiensis viveu na África e seus fósseis foram encontrados no Zimbábue e possivelmente na África do Sul. O M. rhodesiensis aparentemente teve papel importante na longa escala de evolução dos dinossauros, a partir dele teriam surgifo mais tarde outros pequenos terópodes. Era muito parecido com o Coelophysis bauri, mas suas patas traseiras eram proporcionalmente mais longas.

## Nomenclatura e classificação
A espécie foi originalmente colocada no gênero Syntarsus por M.A. Raath em 1969, mas, por já existir um gênero de besouros com este mesmo nome, Michael Ivie, Adam Ślipiński e Piotr Węgrzynowicz‭ moveram "Syntarsus" rhodesiensis para um novo gênero, Megapnosaurus, cujo nome significa "grande lagarto morto". A validade deste nome, porém, é controversa, pois Raath teria o direito de criar o novo nome, mas, por acharem que este havia morrido, Ivie, Slipinski e Węgrzynowicz‭ fizeram o nome substituto por conta própria. Mais tarde, passou-se a acreditar que Megapnosaurus rhodesiensis deva, na verdade, ser incluído no gênero Coelophysis, embora uma análise filogenética de 2011 da família Coelophysidae tenha determinado que o "Coelophysis" rhodesiensis seja mais próximo do Camposaurus arizonensis do que do Coelophysis bauri.